# Centranthus calcitrapae
Centranthus calcitrapae é uma espécie de planta com flor pertencente à família Valerianaceae. 
A autoridade científica da espécie é (L.) Dufr., tendo sido publicada em Histoire Naturelle et Médicale de la Famille des Valérianées 39. 1811.

## Portugal
Trata-se de uma espécie presente no território português, nomeadamente os seguintes táxones infraespecíficos:
- Centranthus calcitrapae var. calcitrapae - presente em Portugal Continental, no Arquipélago dos Açores e no Arquipélago da Madeira. Em termos de naturalidade é nativa de Portugal Continental e do Arquipélago da Madeira e introduzida no Arquipélago dos Açores. Não se encontra protegida por legislação portuguesa ou da Comunidade Europeia.